# I Believe I Can Fly
I Believe I Can Fly ist eine Pop-Ballade von Sänger und Songschreiber R. Kelly, der das Stück auch schrieb und produzierte. Der Song war 1996 der Titelsong des Films Space Jam und wurde 1998 auf Kellys Album R. veröffentlicht. Der Titel erreichte in vielen Ländern die Spitze der Charts und ist einer der erfolgreichsten Songs der 1990er.

## Verwendung
Der Titel wird in diversen Spielfilmen, Fernsehserien und im Sport verwendet. So war der Song nicht nur die Titelmelodie des Films Space Jam, sondern wird auch in diversen anderen Filmen zitiert. In der Komödie Drumline wird der Song während der High-School-Abschlussfeier von der Schulband vorgetragen. Im Animationsfilm  Ice Age 2: Jetzt taut’s singt das Opossum Eddie den Titel, bevor es gegen einen Baum stößt. In dem Kinderspielfilm  In tierischer Mission  stimmt Wilson, gesprochen von Donald Faison, den Titel an, während er in den Pool springt. Jim Carrey singt den Song im Film  Dick und Jane, während er sich im Aufzug befindet. Zudem wird der Song auch in dem Film  Cats & Dogs: Die Rache der Kitty Kahlohr  und in der Serie  Eins und Eins macht Vier  aufgegriffen. Auch bei vielen Basketball-Begegnungen ist der Song zu hören.

## Rezeption
Der Song gehört gemäß der Zeitschrift Rolling Stone zu den 500 besten Songs aller Zeiten und gewann 1998 drei Grammys für den besten Filmsong, den besten R&B-Song und die beste männliche Gesangsdarbietung im R&B. Das Stück erhielt positive Rezensionen und wurde von den meisten Kritikern als gute Ballade gelobt.
Mike Allen von Sputnikmusic.com beschrieb den Titel wie folgt:

“a massive hit […] Despite its cholesterol raising lyrics, “I Believe I Can Fly” is a wonderful pop song that utilizes R. Kelly’s soaring vocals and the music’s floating ambience […]”

„Ein massiver Hit […] Trotz des schmalzigen Textes ist I Believe I Can Fly ein wundervoller Song, der von R. Kellys stimmlichen Höhenflügen und dem musikalischen Fluss profitiert.“

David Browne von Entertainment Weekly sagte über das Stück:

“Kelly contributes I Believe I Can Fly, whose go-for-it lyrics and florid orchestration seem to have been written with a future Disney musical in mind.”

„Kelly steuert I Believe I Can Fly bei, dessen direkter Text sowie die aufblühende Orchestrierung vermuten lassen, man habe bei der Komposition an ein zukünftiges Disney-Musical gedacht“

## Kommerzieller Erfolg

### Chartplatzierungen
I Believe I Can Fly erreichte in Deutschland Rang drei der Singlecharts und platzierte sich 13 Wochen in den Top 10 und 26 Wochen in den Top 100. Es wurde nach I Can’t Sleep Baby (If I) zum zweiten Charthit für R. Kelly in Deutschland. Darüber hinaus erreichte das Lied für vier Wochen die Chartspitze der deutschen Airplaycharts. In Österreich erreichte I Believe I Can Fly Rang zwei und musste sich lediglich Blond von Rainhard Fendrich geschlagen geben. Die Single platzierte sich elf Wochen in den Top 10 sowie 16 Wochen in den Charts und wurde ebenfalls zum zweiten Charthit nach I Can’t Sleep Baby (If I). In der Schweizer Hitparade wurde die Single zum ersten Charterfolg für R. Kelly und erreichte die Chartspitze für sechs Wochen. Im Vereinigten Königreich erreichte die Single ebenfalls Rang eins und hielt sich dort für drei Wochen sowie zehn Wochen in den Top 10 und 18 Wochen in den Charts. Kelly erreichte hiermit zum achten Mal die britischen Singlecharts, zum zweiten Mal nach Bump N’ Grind die Top 10 sowie erstmals die Chartspitze. In den US-amerikanischen Billboard Hot 100 erreichte I Believe I Can Fly Rang zwei und platzierte sich 16 Wochen in den Top 10 und 34 Wochen in den Top 100. Die Single wurde zum achten Charthit für Kelly in den USA, es ist sein fünfter Top-10-Erfolg.
1997 belegte I Believe I Can Fly Rang 14 der deutschen Single-Jahrescharts sowie Rang zehn in Österreich, Rang drei in der Schweiz, Rang 14 im Vereinigten Königreich und Rang sechs in den Vereinigten Staaten.
| ChartsChartplatzierungen       | Höchstplatzierung | Wochen |
| ------------------------------ | ----------------- | ------ |
| Deutschland (GfK)              | 3 (26 Wo.)        | 26     |
| Österreich (Ö3)                | 2 (16 Wo.)        | 16     |
| Schweiz (IFPI)                 | 1 (28 Wo.)        | 28     |
| Vereinigte Staaten (Billboard) | 2 (34 Wo.)        | 34     |
| Vereinigtes Königreich (OCC)   | 1 (18 Wo.)        | 18     |

| ChartsJahrescharts (1997)      | Platzierung |
| ------------------------------ | ----------- |
| Deutschland (GfK)              | 14          |
| Österreich (Ö3)                | 10          |
| Schweiz (IFPI)                 | 3           |
| Vereinigte Staaten (Billboard) | 6           |
| Vereinigtes Königreich (OCC)   | 14          |

### Auszeichnungen für Musikverkäufe
| Land/Region                  | Auszeichnungen für Musikverkäufe (Land/Region, Auszeichnung, Verkäufe) | Verkäufe  |
| ---------------------------- | ---------------------------------------------------------------------- | --------- |
| Belgien (BRMA)               | Gold                                                                   | 25.000    |
| Deutschland (BVMI)           | Gold                                                                   | 250.000   |
| Frankreich (SNEP)            | Silber                                                                 | 125.000   |
| Neuseeland (RMNZ)            | Gold                                                                   | 5.000     |
| Niederlande (NVPI)           | Gold                                                                   | 50.000    |
| Norwegen (IFPI)              | Gold                                                                   | 10.000    |
| Österreich (IFPI)            | Gold                                                                   | 25.000    |
| Schweiz (IFPI)               | Gold                                                                   | 25.000    |
| Vereinigte Staaten (RIAA)    | Platin                                                                 | 1.000.000 |
| Vereinigtes Königreich (BPI) | Platin                                                                 | 600.000   |
| Insgesamt                    | 1× Silber · 7× Gold · 2× Platin ·                                      | 2.115.000 |

Hauptartikel: R. Kelly/Auszeichnungen für Musikverkäufe

## Coverversionen
Nicht nur in vielen Castingshows wurde der Titel oft vorgetragen, sondern auch von diversen Künstlern gecovert. 1998 veröffentlichte Patti Labelle ihre Version auf dem Live-Album Live! One Night Only. 1999 veröffentlichte James Ingram eine Coverversion der Songs auf seiner Kompilation Forever More (Love Songs, Hits & Duets). Zwei Jahre später folgten zwei Coverversionen der Gospel-Sängerin Yolanda Adams auf ihrer Live-CD The Experience. Der chinesisch-amerikanische Sänger William Hung, bekannt aus  American Idol, veröffentlichte seine Interpretation des Liedes auf seinem Debütalbum Inspiration. Auch auf Bianca Ryans 2006er Debütalbum findet sich der Song. Auf dem bislang letzten Album der Jazz-Legende Etta James covert die Sängerin die Ballade ebenfalls. 2009 erschien eine Coverversion auf dem Album Songs for My Mother des irischen Sängers Ronan Keating. Im selben Jahr veröffentlichte Ina Müller das Lied unter dem plattdeutschen Titel Dat weer Mai auf ihrem Album Die Schallplatte – nied opleggt.

## Belege
1. ↑  Soundtrack (Film) – Space Jam. Abgerufen am 4. Juli 2011.
2. ↑  Space Jam. Archiviert vom Original (nicht mehr online verfügbar) am 7. Juni 2011; abgerufen am 4. Juli 2011.  Info: Der Archivlink wurde automatisch eingesetzt und noch nicht geprüft. Bitte prüfe Original- und Archivlink gemäß Anleitung und entferne dann diesen Hinweis.
3. 1 2 3 4 5 6 7  Chartquellen: DE AT CH US UK
4. ↑  Oldiefan50: Deutsche Airplaycharts. germancharts.de, 28. Dezember 2020, abgerufen am 10. Januar 2021.
5. 1 2 3  DE AT CH
6. ↑  Jahrescharts 1997 in den USA. In: longboredsurfer.com. Abgerufen am 2. August 2024 (englisch).
7. ↑  Jahrescharts  in Großbritannien. In: officialcharts.com. Abgerufen am 2. August 2024 (englisch).